# Convento de las Clarisas (Ávila)
El convento de las Clarisas, iglesia de Santa María de Jesús o las Gordillas es un templo católico ubicado en la ciudad española de Ávila, en Castilla y León.

## Descripción

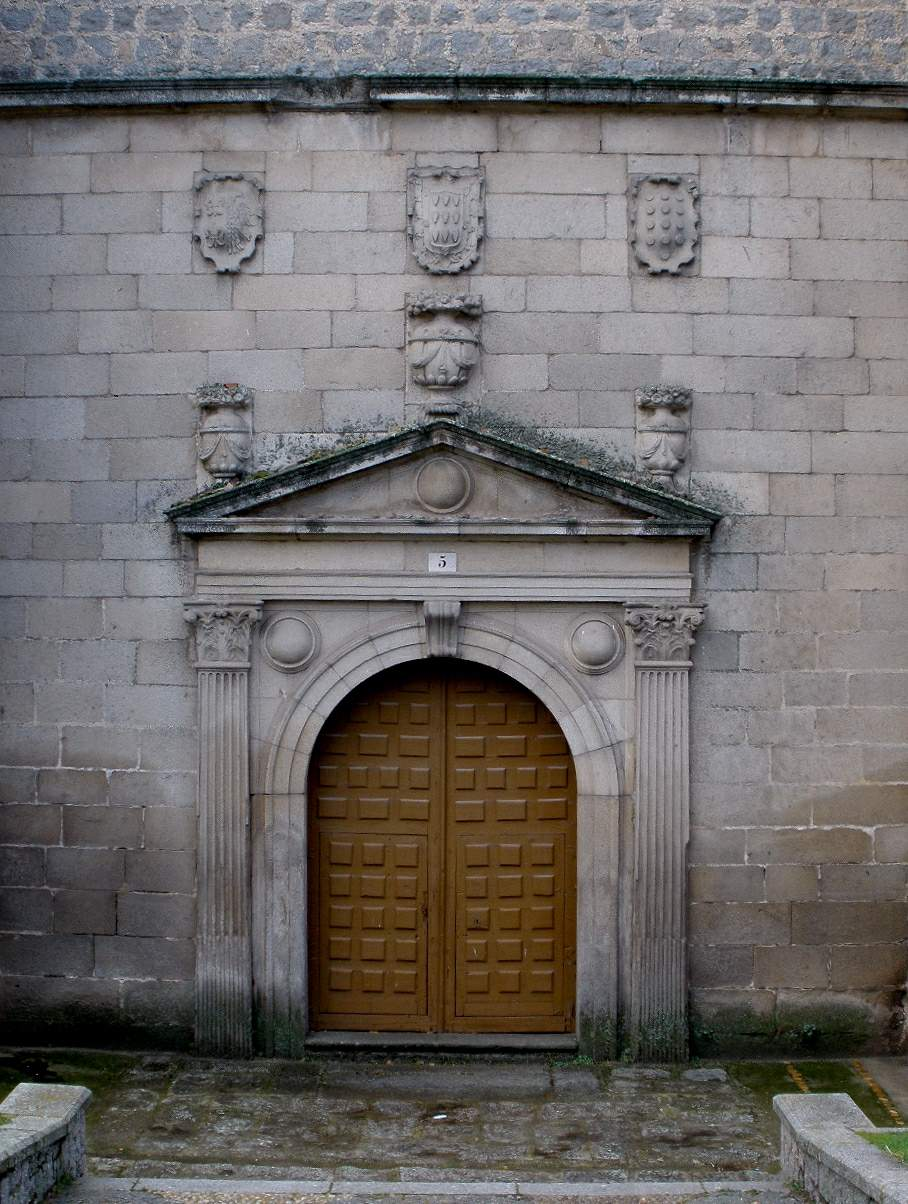
Fachada norte

El edificio se encuentra extramuros de la ciudad de Ávila, capital de la provincia homónima, en Castilla y León.
Fue declarada BIC con categoría de monumento, el 24 de octubre de 1991, mediante el decreto 308/1991 publicado en el BOE, y firmada por el Presidente de la Junta de Castilla y León Juan José Lucas y el Consejero de Cultura y Turismo Emilio Zapatero.

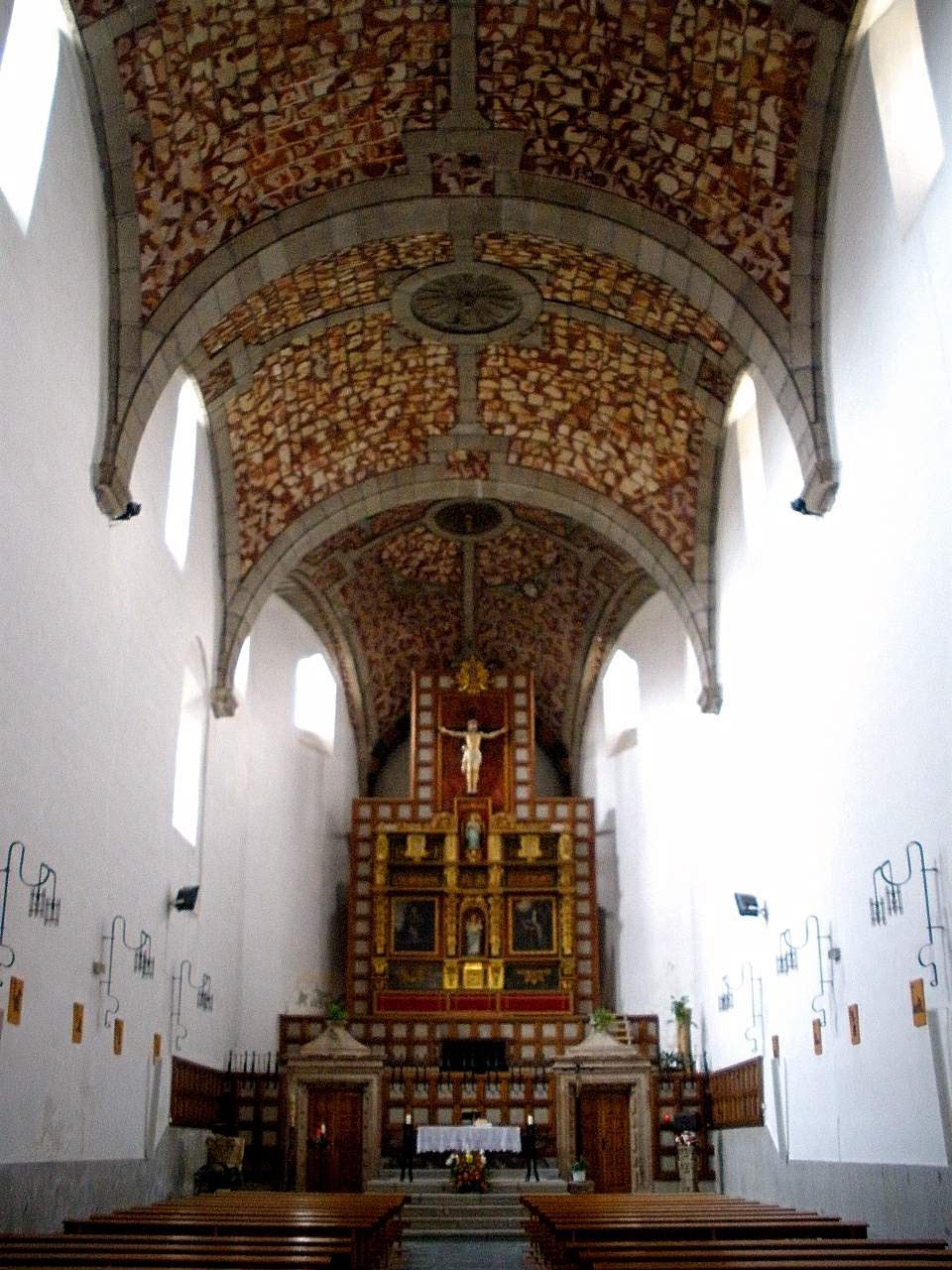
Interior

El Convento fue fundado en 1502 dedicado a Santa María de Jesús en una finca denominada "Las Gordillas" por doña María Dávila viuda del virrey de Sicilia don Fernando de Acuña. El edificio se inaugura en 1557 en estilo renacentista. Como pieza principal, se encontraba el cenotafio de su fundadora, realizada en alabastro por Vasco de la Zarza, trasladado al nuevo emplazamiento de la congregación tras el abandono de este edificio en 1971.